# Pierantonio Costa
Pierantonio Costa (Mestre, 7 de mayo de 1939-Alemania, 1 de enero de 2021) fue un empresario y diplomático italiano que salvó muchas vidas durante el genocidio contra los tutsis.

## Primeros años
Nació en Mestre el 7 de mayo de 1939 como el quinto de siete hijos. A los 15 años se unió a su padre que había emigrado al Congo. Tuvo su primera experiencia de guerras africanas en 1960 en Bukavu, donde transportó con éxito a grupos de refugiados congoleños a través del lago Kivu. Después de que estalló una revuelta llamada Rebelión de Simba, se mudó a la recién independizada Ruanda, donde vivió hasta 1994.

## Carrera
Durante el genocidio de Ruanda, Pierantonio Costa fue el cónsul italiano en Kigali. Del 6 de abril al 21 de julio de 1994, Costa primero salvó a italianos y occidentales, luego se mudó a la propiedad de su hermano en Burundi y desde allí viajó mucho por Ruanda en un esfuerzo inquebrantable por rescatar a la población ruandesa. Para ello utilizó su rol diplomático, su red de amistades y conocidos y su propio dinero (más de 3 millones de dólares) para conseguir permisos de salida para quienes le pedían ayuda.
Al final del genocidio, había rescatado a 2.000 personas, incluidos 375 niños.
El gobierno italiano le concedió una medalla de oro al valor civil y recibió una condecoración similar de las autoridades belgas. Así describió sus hechos: “En medio de tanta violencia y sufrimiento, hice lo que tenía que hacer. Eso es todo".
Su historia fue registrada por el periodista Luciano Scalettari, quien dijo: "En mi opinión, es un hombre justo, en el sentido que los judíos atribuyen a este término". Pierantonio Costa respondió: “Solo respondí la voz de mi conciencia. Cuando hay algo que hay que hacer, simplemente hazlo”.